# 英公水库
英公水库是中国浙江省杭州市临安区境内的一座水库，位于天目溪支流六都溪上，建于1983年。水库正常库容为1335万立方米，集雨面积为81平方千米，海拔为159.5米。